# Synnøve Macody Lund
Synnøve Macody Lund (Stord, 24 maggio 1976) è un'attrice norvegese.

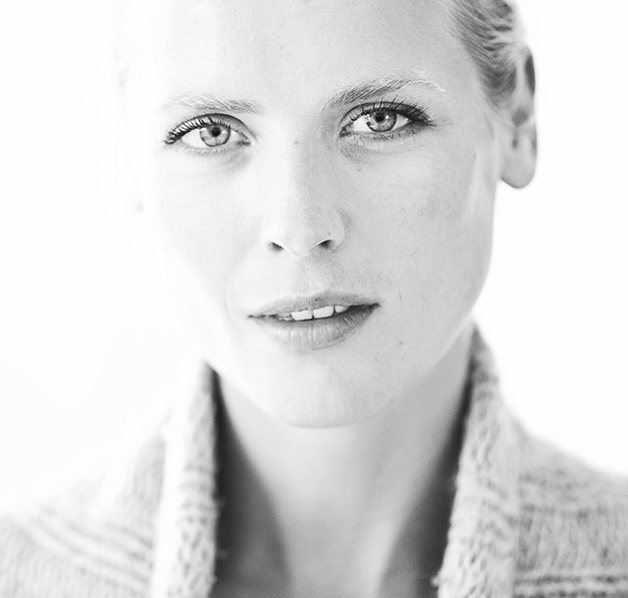
Synnøve Macody Lund nel 2011

È nota per essere apparsa nelle serie Ragnarok e Riviera.

## Biografia
Lund è nata il 24 maggio 1976 a Stord, in Norvegia. Ha una laurea in produzione televisiva e in studi cinematografici.

## Carriera
Lund ha lavorato come critica cinematografica per NATT&DAG e come giornalista, dopo aver lavorato come modella. Lavora come attrice dal 2011, apparendo per la prima volta con il personaggio di Diana Brown nel film di Morten Tyldum Headhunters - Il cacciatore di teste, tratto dall'omonimo romanzo di Jo Nesbø del 2008. Ha ottenuto una nomination ai BAFTA Award per il miglior film straniero. L'ingresso di Lund nella recitazione è descritto, così, dal co-protagonista Aksel Hennie: "Quando ho letto per la prima volta la sceneggiatura ho immaginato Synnove perché la conoscevo da prima e aveva rivisto ogni singolo film che ho fatto e Morten, mi ha chiesto, 'È un critico cinematografico? Sì. Ha recensito qualcuno dei miei film? Sì. La recensione è stata buona? Sì. Ok, allora possiamo provarla', così l'abbiamo provata ed è arrivata così preparata, più preparata di qualsiasi attrice". 
I suoi ruoli successivi hanno incluso il ruolo di Sara nel cortometraggio Sandslottet, e come il personaggio di Tonje Sandvik nella serie drammatica Frikjent al fianco di Nicolai Cleve Broch. Appare come l'assassina Johanne Rønningen in Black Widows, un remake della serie finlandese Mustat Lesket, attualmente in distribuzione da Acorn TV ed è menzionata per quanto riguarda i ruoli futuri nel franchise cinematografico di James Bond. 
Interpreta Gabriella Grane nel film del 2018 Millennium - Quello che non uccide, basato sull'omonimo romanzo di David Lagercrantz, che a sua volta è basato sui personaggi della serie di libri di Stieg Larsson. 
A partire dal 2012, c'era un rapporto secondo cui Lund aveva stipulato un contratto con l'editore Samlaget per produrre un romanzo, su argomenti che all'epoca non erano stati divulgati. Il suo romanzo "Personar du kanskje kjenner" è stato pubblicato nel 2016. 
Nel dicembre 2022, Lund è stata confermata da Deadline, di aver firmato per apparire in Saw X, il prossimo decimo capitolo della serie di film di Saw, in uscita nell'ottobre 2023.

## Filmografia

### Attrice

#### Cinema
- Headhunters - Il cacciatore di teste, regia di Morten Tyldum (2011)
- Sandslottet, regia di Robert Ronning (2014) - cortometraggio
- The Ash Lad: Nella sala del re della montagna, regia di Mikkel Brænne Sandemose (2017)
- Millennium - Quello che non uccide, regia di Fede Álvarez (2018)
- Saw X, regia di Kevin Greutert (2023)

#### Televisione
- Team Antonsen – serie TV, episodio 1x01 (2004)
- Frikjent – serie TV, 18 episodio (2015-2016)
- Black Widows – serie TV, 15 episodi (2016-2017)
- Nielegalni  – serie TV, 7 episodi (2018)
- Bloodride – serie TV, episodio 1x03 (2020)
- Riviera – serie TV, 8 episodi (2020)
- Ragnarok – serie TV, 18 episodi (2020-2023)
- Everybody Loves Diamonds, regia di Gianluca Maria Tavarelli – serie TV, 7 episodi (2023)
- La Ruota del Tempo (The Wheel of Time) – serie TV, 4 episodi (2025)

### Doppiatrice
- Battlefield V – videogioco (2018)

## Doppiatrici italiane
Nelle versioni in italiano delle opere in cui ha recitato, Synnøve Macody Lund è stata doppiata da:
- Emanuela D'Amico in Headhunters - Il cacciatore di teste
- Claudia Catani in Ragnarok
- Alessandra Korompay in Saw X
- Daniela Calò ne La Ruota del Tempo